# Myzomela dammermani
El mielero de Sumba (Myzomela dammermani) es una especie de ave paseriforme de la familia Meliphagidae endémica de las islas menores de la Sonda. Algunos taxónomos lo consideran una subespecie de M. erythrocephala.

## Distribución y hábitat
Se encuentra únicamente en las selvas de las islas Sumba y Roti, en el sur de Indonesia, en la Wallacea.